# Dolný Lieskov
Dolný Lieskov je naseljeno mjesto u okrugu Považská Bystrica u Trenčínskom kraju u Slovačkoj.

## Stanovništvo
| Godina:     | 1993. | 2003.    | 2013.    | 2023.   |
| ----------- | ----- | -------- | -------- | ------- |
| Broj ljudi: | 1294  | 742      | 831      | 809     |
| Razlika:    |       | -42,65 % | +11,99 % | -2,64 % |

| Godina:     | 2022. | 2023.   |
| ----------- | ----- | ------- |
| Broj ljudi: | 820   | 809     |
| Razlika:    |       | -1,34 % |

Prema podatcima o broju stanovnika iz 2023. godine naselje je imalo 809 stanovnika.

## Vanjske poveznice
|  | Zajednički poslužitelj ima još gradiva o temi Dolný Lieskov |

- Službena stranica naselja (sl.)